# European Coalition for Israel
Die European Coalition for Israel (ECI) ist eine pro-israelische Lobbyorganisation beim Europäischen Parlament in Brüssel.
Sie wurde im April 2004 auf Initiative der Internationalen Christlichen Botschaft Jerusalem zusammen mit Christian Friends of Israel, Christians for Israel International und Bridges for Peace gegründet und geht auf das Bemühen jüdischer Geschäftsleute aus Europa zurück. Ziele sind bessere Beziehungen zwischen Israel und der EU sowie Antisemitismusprotest. Angestrebt wird, später denselben Einfluss zu besitzen wie das American Israel Public Affairs Committee in Washington.
Die Gründung resultierte aus der Unzufriedenheit über die EU-Gelder, die an die Palästinensische Autonomiebehörde bis zum Wahlsieg der Hamas gezahlt wurden und die uneinheitliche Unterstützung durch EU-Länder im Irakkrieg der USA 2003. Strategisch geht es künftig um die Türkeieinbindung in den NATO-Raum (Brücke zu Israel) und ein einheitliches Vorgehen gegen Syrien und den Iran.